# حسين سالم
حسين سالم (11 نوفمبر عام 1933 - 12 أغسطس 2019) هو رجل أعمال مصري - إسباني له استثمارات في مجالات السياحة والطاقة، وشريك في ملكية شركة غاز شرق المتوسط المصرية (EMG)، وحليف ومستشار الرئيس السابق حسني مبارك. وهو أيضًا رئيس مجلس الإدارة والرئيس التنفيذي لمجموعة شركات HKS، وهي شركة ضيافة تقوم بتشغيل منتجع ماريتيم جولي فيل في شرم الشيخ. لعب حسين سالم دورًا رئيسيًا في اتفاقية تصدير الغاز المصري لإسرائيل من خلال شركة غاز شرق المتوسط التي يمتلك نصيب كبير فيها.
وصف حسين سالم في عهد مبارك بأنه «واحد من أكثر رجال الأعمال سرية في مصر»،، كما وصف بإمبراطور الأعمال وكان من أقرب المقربين لمبارك. وعرف عنه أيضا أنه الأب الروحي لمدينة شرم الشيخ حيث أنه أول من استثمر فيها منذ عام 1982، وهو يعتبر مالك خليج نعمة بالكامل، بالإضافة إلى أنه يمتلك عدة منتجعات منها منتجع «موفنبيك جولى فيل» في مدينة شرم الشيخ أكبر المنتجعات السياحية في هذه المنطقة. أمر حسين سالم ببناء قصر كبير على أطراف المنتجع على أحدث الأساليب العالمية وأهداه للرئيس السابق. كما أمر أيضاً ببناء مسجد بلغت تكلفته حوالي 2 مليون جنيه خلال أقل من شهرين، عندما علم أن مبارك سيقضي إجازة العيد في المنتجع الشهير.

## المولد والنشأة
ولد حسين سالم في 11 نوفمبر 1933 في مصر في حلوان. مع ذلك، سجلات هيئة الرقابة الإدارية المصرية تشير أنه ولد في ضاحية حلوان بالقاهرة، على الرغم من الأهرام ويكلي تنص على أن الموقع الأخير كان في الواقع هو مسقط رأس أبوه. والده، كمال الدين، عمل مدرسًا لكنه توفي بالتيفود خلال مرحلة طفولة سالم. بعد ذلك، انتقلت عائلته إلى شقة في منطقة الكوربة من حي مصر الجديدة في القاهرة.
والدته، حسنية طبوزادة (التي كانت من أصول تركية) واجهت صعوبة كبيرة في توفير حياة لأولادها من معاش زوجها الراحل، مما اضطر سالم، الابن الأكبر الذي يصغره شقيقان أن يصبح العائل الرئيسي للعائلة. كان لديه أيضًا خمسة إخوة غير أشقاء من الزوجة الأولى لوالده (كانت حسنية هي زوجة أبوه الثانية) ولكنه لم يكن مسؤولا عنهم، وكان معظمهم أكبر في السن من سالم. وعلى الرغم من أنه لم يثبت ذلك، تقول المزاعم أن له أصول بدوية. وتقول بعض المصادر ان هذه شائعة نشرها سالم متعمدا عن نفسه لمساعدته على تأمين الصفقات التجارية المستقبلية مع القبائل البدوية في جنوب شبه جزيرة سيناء. كانت العلاقة الوحيدة المعروفة لسالم مع البدو من خلال زواج؛ فله أخت غير شقيقة تسمى سميحة تزوجت من قبيلة العبايدة في الإسماعيلية وسيناء.
خلال طفولته، أصيب سالم إصابة في العين، منعته من دخول الخدمة العسكرية الإلزامية. تخرج من مدرسة مصر الجديدة الثانوية، لكنه اضطر إلى تكرار السنة الأخيرة. في عام 1956، وتخرج من كلية التجارة جامعة القاهرة . بعد وقت قصير من تلقيه الشهادة الجامعية، أمن له أحد أقاربه وظيفة؛ فعمل موظفا في صندوق دعم صناعة الغزل والمنسوجات، والذي كان الرئيس جمال عبد الناصر قد أنشأه بالقانون رقم 251 لسنة 1953  للنهوض بالصناعات النسيجية وذلك لتعرضها لعثرات منذ الحرب العالمية الثانية. في وقت لاحق في عام 1956، قام عبد الناصر بتأميم شركة قناة السويس، مما أدى إلى العدوان الثلاثي على مصر من قبل بريطانيا وفرنسا وإسرائيل. على الرغم من أن سالم كان يفضل الأسواق المفتوحة، لم تكن هناك أي إشارة منه تفيد بمعارضته لتأميم القناة، بالرغم من استياؤه من قرار عبد الناصر بتأميم حيازات كبار الرأسماليين في مصر في عام 1961.

## حياته الإجتماعية
في عام 1959، تزوج نظيمة عبد الحميد إسماعيل وانتقل الزوجان إلى شقة في منطقة غولف بمصر الجديدة. كان الإيجار الشهري 9 جنيهات مصرية (كان الراتب الشهري لسالم 18 جنيه مصري). أول طفل للزوجين، خالد، ولد في عام 1961، وتلاه ولادة ابنتهما، ماجدة، بعد ذلك بعامين. وفقا لأحد جيرانه في ذلك الوقت، لم يكن سالم يملك سيارة أو العديد من الكماليات ووسائل الترف بالنسبة لأغلب سنوات الستينات وأوائل السبعينيات. ألحق سالم ابنه خالد بمدرسة سانت جورج، وهي مدرسة فرنسية خاصة في مصر الجديدة، تقدم مستوىً عاليًا من التعليم مما أجبر سالم في كثير من الأحيان إلى الاقتراض لتسديد الأقساط.

## القبض عليه
صدر قرار القبض عليه من قبل الإنتربول الدولي لاتهامه في قضايا فساد في مصر. أُلقي القبض عليه يوم 16 يونيو 2011 من قبل الأنتربول الدولي في إسبانيا ثم تم الإفراج عنه بعد يومين بكفاله تقدر بـ 27 مليون يورو بعد تجميد جميع أصوله وأرصدته.

### رد فعل الإعلام الإسرائيلي
اعتبرت وسائل الإعلام الإسرائيلية القبض على رجل الأعمال حسين سالم، بمثابة أقوى الضربات التي تلقاها مبارك منذ إطاحة الثورة المصرية بنظامه وسقوط أقوى رجال حكمه الواحد تلو الآخر، مؤكدة أن سقوط حسين سالم، يضع مبارك في وضع أكثر حرجاً، نظراً للاتهامات الموجهة ضده بالاشتراك مع صديقه المقرب حسين سالم في قضايا فساد مالي وإهدار لأموال الدولة، بجانب اشتراكه في تصدير الغاز المصري لإسرائيل بأسعار منخفضة، وفقاً للاتهامات الموجهة لمبارك.